# Chiesa della Beata Vergine Annunziata (Costa Serina, via Chiesa)
La chiesa della Beata Vergine Annunziata è il principale luogo di culto cattolico di Ascensione frazione di Costa Serina, in provincia e diocesi di Bergamo; fa parte del vicariato di Selvino-Serina.

## Storia
Il territorio della località Ascensione presenta due chiese aventi la medesima intitolazione.

La quattrocentesca chiesa dedicata alla Madonna Annunziata, nell'Ottocento, non rispondeva più alle esigenze dei fedeli del territorio, per questo fu decisa la costruzione di un nuovo edificio di culto. La chiesa fu innalzata con inizio lavori nel 1870 e terminata quando nel 1884 il vescovo di Bergamo Gaetano Camillo Guindani la consacrò confermando l'identica antica intitolazione di quella che era la prima parrocchiale della frazione che ne divenne sussidiaria. La torre campanaria fu innalzata nel 1895.
Gli interni furono arredati nel Novecento, con la nuova zoccolatura nel 1932 e successivamente i decori pittorici. Nel 1948 il vescovo di Bergamo Adriano Bernareggi in occasione della consacrazione del nuovo altare maggiore, fece dono delle reliquie dei santi Alessandro di Bergamo e Pio, che furono sigillate nella mensa dell'altare.
Con decreto del 27 maggio 1979 del vescovo Giulio Oggioni, la chiesa fu inserita nel vicariato locale di vicariato di Selvino-Serina.

## Descrizione

### Esterno
L'edificio di culto con il fronte principale dal classico orientamento liturgico, è anticipato dal sagrato con pavimentazione a manto erboso dove sono poste strisce a bolognini di porfido. La parte è delimitata da una balaustra in cemento che termina con la gradinata con gradini di misure decrescenti disposti ad arco fino a unirsi alla viabile urbana. Il porticato precede la facciata su tre lati, con cinque arcate sul lato frontale e una su quelli laterali con aperture a arco che si collegano ai porticati dove sono presenti piccole finestre lunettate. Nella facciata vera e propria, nel primo ordine, vi è l'ingresso principale con contorni in pietra. L'ordine superiore ha una grande apertura ad arco atta a illuminare la navata con due nicchie vuote laterali. Il frontone termina con il timpano triangolare.

### Interno
Internamento la chiesa è a croce latina con volta a botte nella prima parte, e a cupola emisferica dove s'incrociano i bracci del transetto. La prima parte della navata si divide in tre campate da lesene stuccate a lucido in finto marmo complete di basamento e coronate da capitello corinzio. Le lesene reggono la trabeazione e il cornicione praticabile che percorre tutta l'aula, superate dalle otto finestre semicircolari. Nella prima campata a sinistra vi è il fonte battesimale chiuso da una cancellata ferrea. La seconda è dedicata alla zona penitenziale con due confessionali inseriti in sfondati ad arco. I dipinti raffiguranti l'Immacolata a sinistra e a destra la Madonna del santo Rosario con santi sono poste come pale d'altare della terza campata. Nel transetto vi sono gli altari della Madonna del Rosario in stile neoclassico a sinistra a cui corrisponde a destra quello delle Sante Reliquie.
La zona presbiteriale preceduta dall'arco trionfale con due parti che raccordano la navata al presbiterio dove sono posti due pulpiti lignei decorati, è rialzato di cinque gradini e ha volta a botte. La parte termina con il coro absidale e quello ligneo composto da quindici stalli separati da lesene intagliate e scanalate.